# Pósfa
Pósfa é um município da Hungria, situado no condado de Vas. Tem 5,35 km² de área e sua população em 2015 foi estimada em 268 habitantes.